# Josy Barthel
Joseph "Josy" Barthel (Mamer, 24 de abril de 1927 — Luxemburgo, 7 de julho de 1992) foi um atleta e campeão olímpico luxemburguês, vencedor dos 1500 metros em Helsinque 1952.
Barthel descobriu sua habilidade em correr provas de meia distância durante a Segunda Guerra Mundial. Ficou reconhecido após a conquista dos 800 metros no Campeonato Mundial Militar em Berlim, 1947. Na edição seguinte em Bruxelas, conquistou o primeiro lugar nos 800 e 1500 metros.
Nos Jogos Olímpicos de Londres 1948 terminou em nono lugar na prova dos 1500 metros. Antes dos Jogos de 1952, Barthel venceu os Campeonatos Mundiais Estudantis em 1949 (1500 m) e 1951 (800 m e 1500 m). Mas sua maior vitória ocorreu nos Jogos Olímpicos de Helsinque quando levou a medalha de ouro nos 1500 metros. Participou ainda dos Jogos Olímpicos de Verão de 1956, mas não conquistou medalhas. Barthel foi campeão nacional nos 800 e 1500 metros de 1946 a 1956.
Em 1962 tornou-se presidente da União dos Atletas de Luxemburgo e em 1973 do Comitê Olímpico Luxemburguês. Ainda ocupou cargos de ministro no governo de seu país.